# Sœur Pauline
Sœur Pauline, née Anne-Marie Guiomar le 24 mars 1875 à Plouëc (Côtes-du-Nord) et morte le 16 juillet 1971 à Guilvinec (Finistère), est une religieuse et enseignante française.
À son entrée dans la congrégation des Filles du Saint-Esprit, elle prend le nom de Sœur Pauline. Elle est connue dans le pays bigouden pour avoir popularisé la pratique de la dentelle dite "picot" au début du XXe siècle dans les ports de pêche du littoral bigouden, afin de faire face à la grave crise de la sardine que traversaient ces endroits.

## Biographie

### Jeunesse

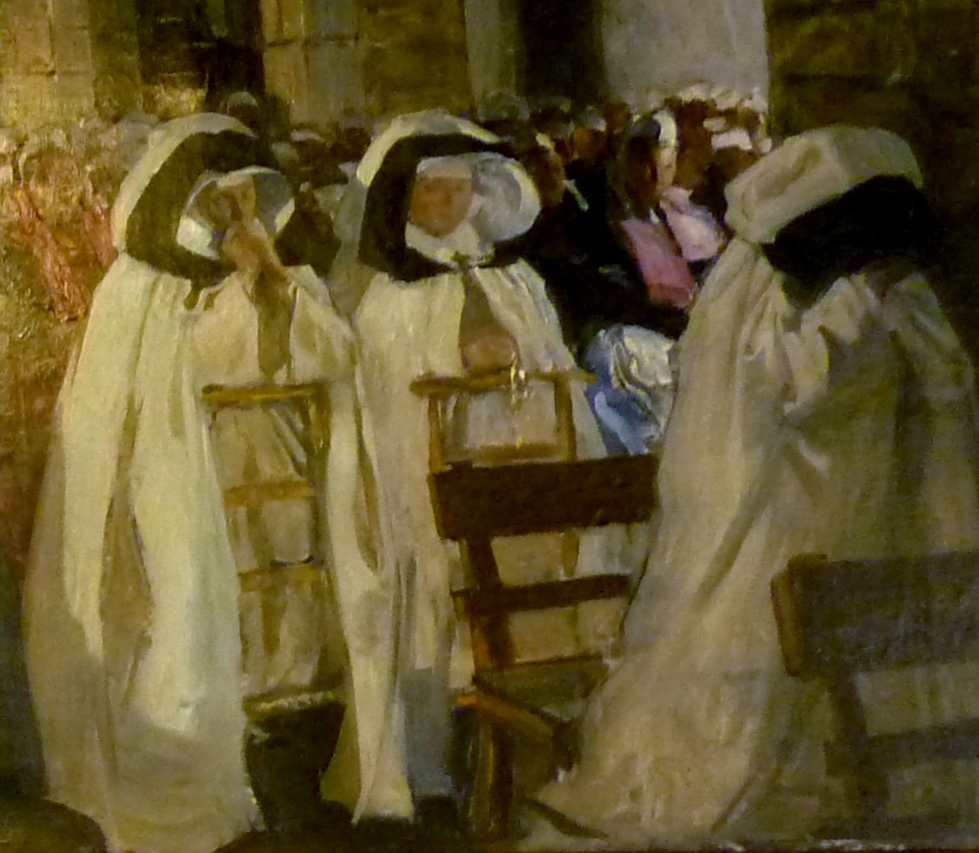
Lucien Simon : Sœurs du Saint-Esprit (partie d'un tableau Bigoudens en prière dans l'église Saint-Tugdual de Combrit, Abri du marin de Sainte-Marine

Anne-Marie Guiomar est née le 24 mars 1875 dans le village de Plouëc, dans les Côtes-du-Nord, dans une famille de 17 enfants. Elle décide de se consacrer à la vie religieuse en intégrant la congrégation des Filles du Saint-Esprit, à Saint-Brieuc. Elle prononce donc le vœu de vivre au sein du peuple, pour le service de Dieu, des pauvres, des malades et des enfants, dans les campagnes. Elle passe et obtient avec succès le brevet élémentaire à Rennes en 1897, fait rare à l'époque.

### Arrivée à Guilvinec et développement d'un artisanat local
La congrégation des Filles du Saint-Esprit est appelée à Guilvinec par le recteur de la récente paroisse, l'abbé Jean-Baptiste Coataudon, ainsi que par le préfet du Finistère Victor Proudhon dès 1894 pour soigner les malades du choléra, épidémie faisant 32 morts cette même année. Sœur Pauline y arrive le 27 août 1897, et y fonde une école religieuse de filles, Sainte-Anne, du nom de la toute jeune église paroissiale, et que l'on appelle alors fréquemment un asile, ancien nom donné aux écoles maternelles. À la première rentrée de septembre 1897, l'école primaire accueille 130 élèves, et l'école maternelle, 150.
La loi sur les congrégations religieuses du 1er juillet 1901 contraint Sœur Pauline à l'exil en Belgique pour quelques mois, mais elle revient vite à Guilvinec et y reste pour faire face à la grave crise de la sardine que connait le port en 1902-1903. 

« Conséquence de cette crise : vers 1903, Sœur Pauline introduisit le point d'Irlande au Guilvinec.  Toutes  les  familles se  mirent  à  faire  du  picot,  même  les  enfants, pour gagner  un  peu  d'argent.  Des  mètres  de  dentelle  collectés  par  des  ateliers  furent vendus à des magasins parisiens. Un artisanat bigouden était né. »

— Pierre-Jean Berrou
Aux dires d'Annick Fleitour, Sœur Pauline est aidée en cela par Mesdames Delécluze, d'Audierne, et Chauvel, de Quimper, épouse du futur maire de Combrit Fernand Chauvel. C'est cette dernière qui ouvre un magasin rue de Vaugirard à Paris.
En parallèle, une autre religieuse, sœur Suzanne Vidélo, dirige un autre atelier de broderie à l'Île Tudy, entre 1905 et 1966. « Des deux ateliers bigoudens, lequel ouvrit le premier ? Guilvinec ? l'île Tudy ? L'examen des archives ne permet pas de trancher. » 

### La loi sur les congrégations du gouvernement Emile Combes
Cette crise économique se double des tensions non éteintes liées à l'application par le gouvernement d'Émile Combes de la loi sur les congrégations. 

« Au  mois  de  juillet  1902,  la  communauté  du  Guilvinec  vécut  dans  l'angoisse  de l'arrivée  des  autorités.  Des  parents  d'élèves  assuraient  la  garde,  prêts  à  rameuter  la population. Le 8 août, deux commissaires accompagnés de gendarmes et de la troupe se  présentèrent  tôt  le  matin  devant  l'école.  La  cloche  battit  aussitôt  le  rappel.  Des femmes sans coiffe, les cheveux en désordre, accoururent de partout, conspuèrent les commissaires et crièrent "Vive les sœurs ! ". Après l'inventaire des meubles, les scellés furent  apposés  sur  la  porte  d'entrée  mais  arrachés  par  des  "inconnus".  Les sœurs acceptèrent de céder à la force, quittèrent l'école et se réfugièrent dans des familles où elles continuèrent d'enseigner à une poignée d'enfants. »

— Pierre-Jean Berrou

### Son enseignement

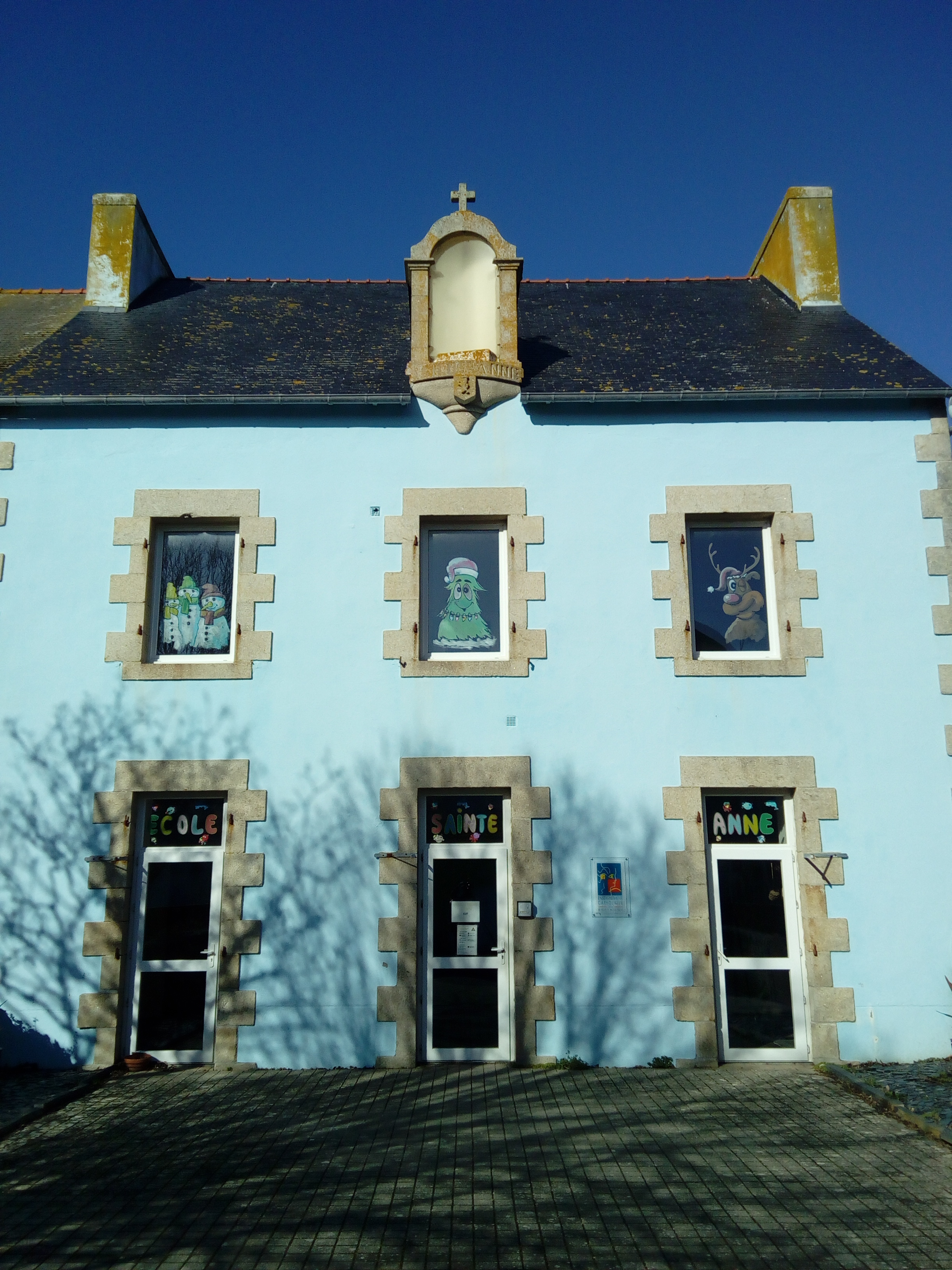
Ecole Sainte-Anne de Guilvinec, construite au début du XX

Conformément aux vœux de sa congrégation, l'enseignement fait partie des missions de Sœur Pauline, tâche à laquelle elle s'attache avec force humilité et dévouement, à l'école maternelle Saint-Anne, construite dans la première décennie du XXe siècle.
Aux dires de Georges Tanneau, un de ses élèves, Sœur Pauline avait « le don de rendre vivantes les leçons de catéchisme en refaisant l'histoire sainte à la mode bigoudène. »

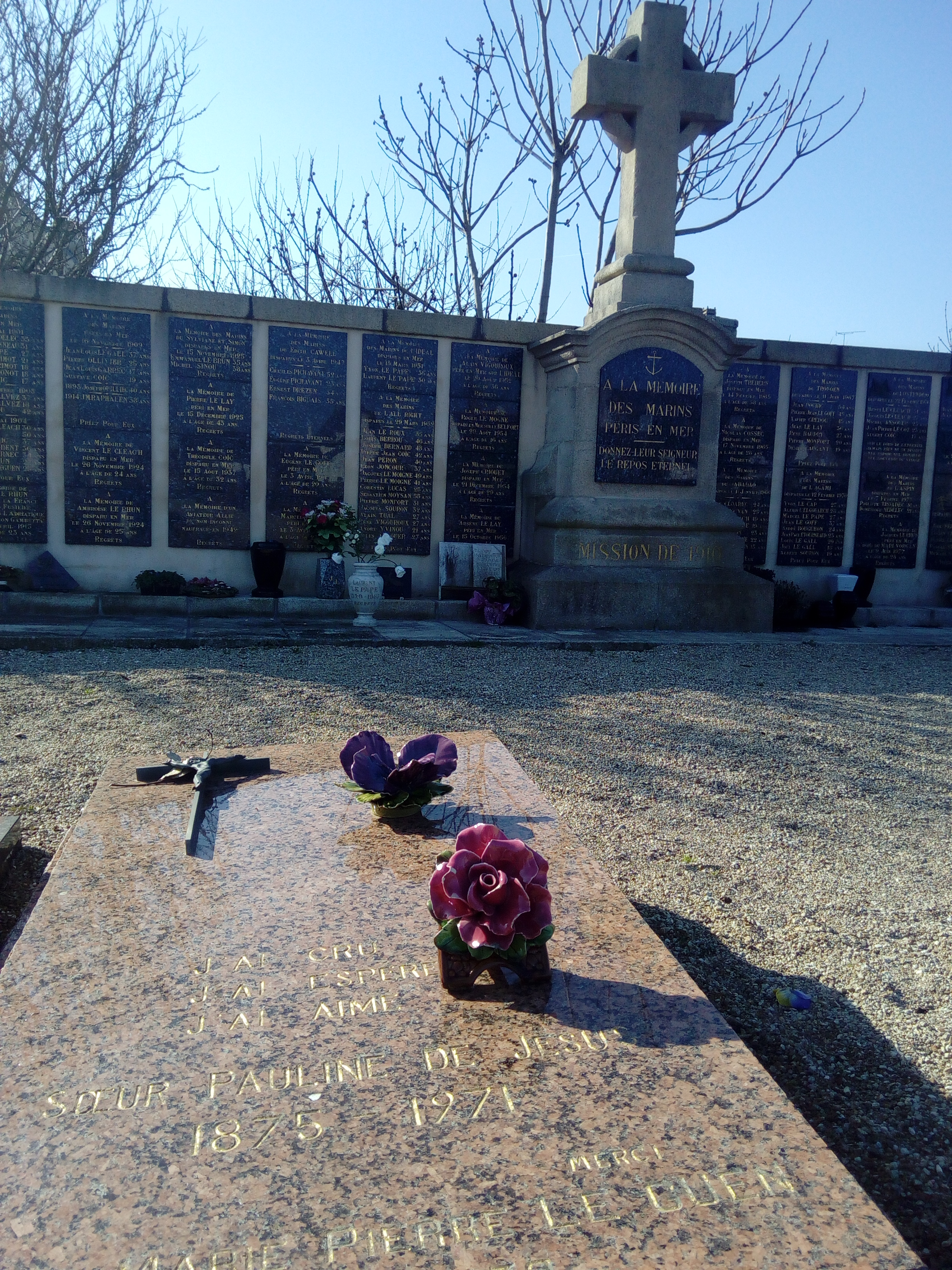
Tombe de Soeur Pauline près du monument aux morts, cimetière de Guilvinec

« Le petit Jésus était parti à Léchiagat en sandales... Saint Pierre disait : on est allé au large des Etocs mais on n'a rien pêché... »

— Sœur Pauline

### La reconnaissance
En 1956, l'ancien ministre de la Santé publique et de la Population du gouvernement Pierre Mendès France et maire de Quimper, André Monteil, lui remet les insignes de chevalier dans l'Ordre de la Santé publique, en présence de Jean Lautrédou, maire de Pont-l'Abbé, à la suite du décret du 21 juin 1956.
En 1964, à 85 ans, elle enseigne toujours en maternelle, à sa quatrième génération d'élèves.

### Retraite
De 1968 à 1971, elle est en retraite à Auray, dans la maison des filles du Saint-Esprit de Ker-Anna. Elle décide en 1971 de revenir à Guilvinec pour y finir sa vie, et décède le 16 juillet de cette même année, dans sa quatre-vingt-dix-septième année. Elle est inhumée au cimetière de Guilvinec, face au mur des Péris  en mer.

## Distinctions et hommages

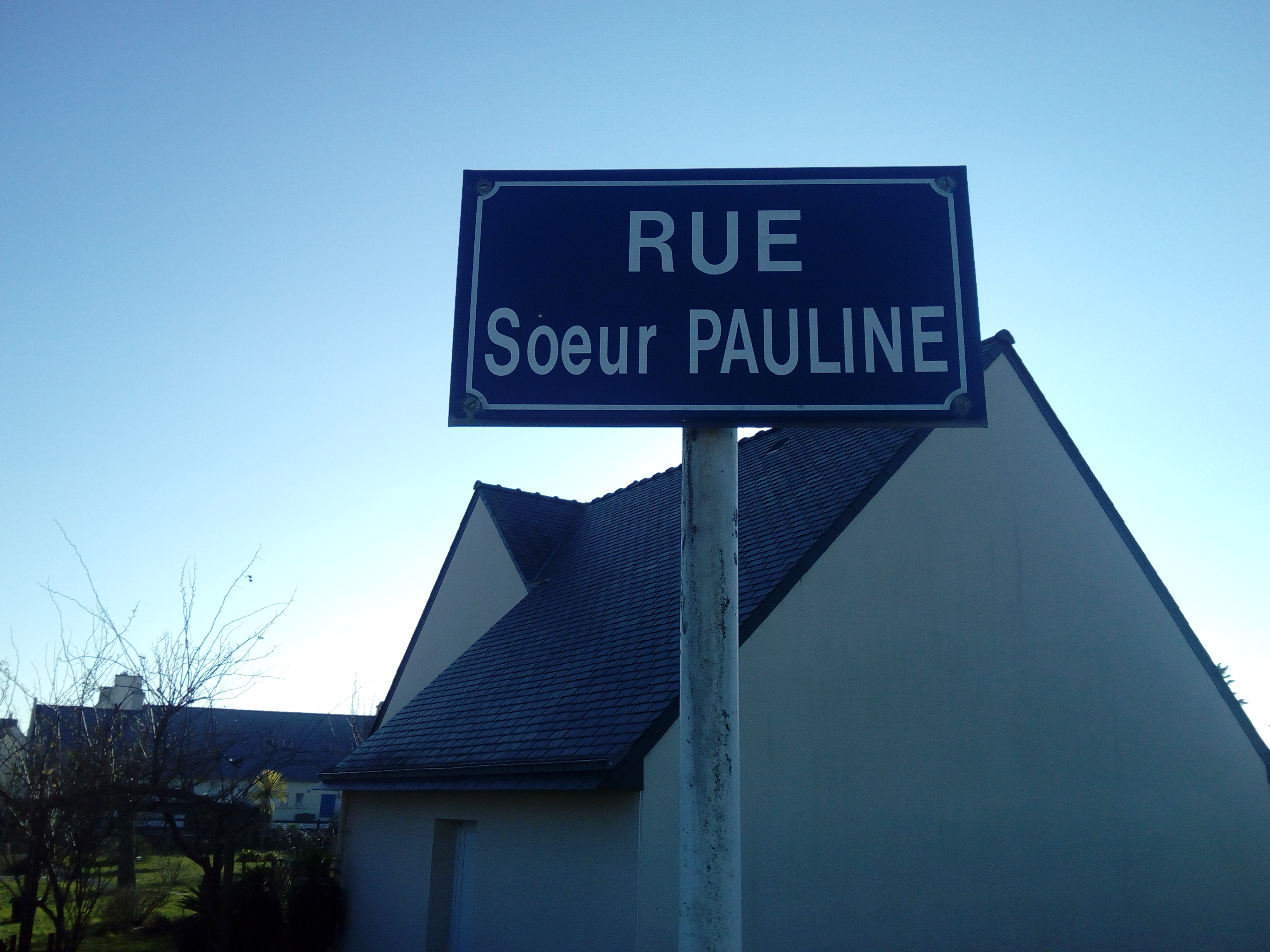
Plaque de la rue sœur Pauline Guilvinec

- Chevalier dans Ordre de la Santé publique, en 1956 (France)
- Une rue de la ville de Guilvinec porte son nom, à proximité de l'école Sainte-Anne dans laquelle elle œuvra longtemps.